# New Orleans Pelicans
New Orleans Pelicans je američka profesionalna košarkaška momčad iz New Orleansa. Momčad igra u ligi NBA, u jugozapandnoj diviziji u zapadnoj konferenciji. Prije je bila poznata kao Charlotte Hornets, New Orleans Hornets i New Orleans/Oklahoma City Hornets. Momčad igra u dvorani Smoothie King Center koja je bila poznata kao New Orleans Arena
Momčad je osnovana 1988.g. u gradu Charlotte, North Carolina pod nazivom Charlotte Hornets. U sezoni 2002./2003., momčad seli u New Orleans. Momčad se bila privremeno preselila u Oklahoma City, Oklahoma za NBA sezone 2005./06. i 2006./07. zbog oštećenja koje je uzrokovao Uragan Katrina. U NBA sezoni 2007/2008 vratili su se u New Orleans. 

## Dvorane
- Charlotte Coliseum(1988. – 2002.)
- Smoothie King Center (2002.–danas), prije poznat kao New Orleans Arena (2002. – 2014.)
- Ostali privremeni objekti zbog utjecaja uragana Katrina:
  - Chesapeake Energy Arena (Oklahoma City, Oklahoma, prije poznat kao Ford Center) (2005. – 2007.)
  - Pete Maravich Assembly Center (Baton Rouge, Louisiana, jedna igra u 2005.)
  - Lloyd Noble Center (Norman, Oklahoma, jedna igra u 2006.)

## Treneri
- Dick Harter
- Gene Littles
- Allan Bristow
- Dave Cowens
- Paul Silas
- Tim Floyd
- Byron Scott
- Monty Williams

## Maskota
Pelikan Pierre je službena maskota momčadi. On je uveden 30. listopada 2013. Premijera u regularnom dijelu sezone za momčad na svom terenu protiv  Indiana Pacersa. Ime za maskotu izabrali su navijači putem online ankete na tim internetskim stranicama. Međutim, nekonvencionalni dizajn Pierrea uplašilo je neke obožavatelje. Maskotina je redizajnirana glava bila objavljena 11. veljače. Pelikanova 'bivša maskota', kada je organizacija bila New Orleans Hornets bio je stršljen Hugo koji je bio dio organizacije od 1988. sve do 2013. Hugo će se vratiti kao maskota za Charlotte Hornetse počevši od sezone 2014-2015.